# Vladimir Ladosja
Vladimir Jevgenjevitj Ladosja (ryska: Владимир Евгеньевич Ладоша), född den 16 februari 1973 i Samara i Ryska SFSR i Sovjetunionen (nu Ryssland), är en rysk kanotist.
Ladosja tog bland annat VM-guld i C-4 200 meter i samband med sprintvärldsmästerskapen i kanotsport 1999 i Milano.